# Шарипов, Карим
Карим Шарипов — советский хозяйственный, государственный и политический деятель, Герой Социалистического Труда.

## Биография
Родился в 1905 году в Самаркандском уезде. Член КПСС.
С 1920 года — на хозяйственной, общественной и политической работе. В 1920—1965 гг. — крестьянин, издольщик, механизатор в местной сельскохозяйственной артели, участник Великой Отечественной войны, директор второй Паст-Даргомской МТС Самаркандской области, руководитель ремонтно-технической станции в колхозе имени Карла Маркса Пастдаргомского района Самаркандской области.
В 1956 году сельскохозяйственные предприятия Паст-Даргомского района собрали высокий урожай хлопка-сырца. Большую роль в сборе урожая сыграли механизаторы 2-й Пост-Даргомской МТС. Указом Президиума Верховного Совета СССР («закрытым») от 11 января 1957 года удостоен звания Героя Социалистического Труда за «выдающиеся успехи, достигнутые в деле развития советского хлопководства, широкое применение достижений науки и передового опыта в возделывании хлопчатника, получение высоких и устойчивых урожаев хлопка-сырца» с вручением ордена Ленина и золотой медали «Серп и Молот».
Этим же Указом званием Героя Социалистического Труда были награждены тракторист 2-й Пост-Даргомской МТС Курбан Арзыкулов, председатель колхоза имени Чкалова Пост-Даргомского района Джаникул Юсупов и бригадир колхоза имени Чкалова Пост-Даргомского района Хамра Иргашев.
Избирался депутатом Верховного Совета Узбекской ССР 4-го созыва.
Умер в Самаркандской области до 1985 года.